# 皇帝の胸像
『皇帝の胸像』（こうていのきょうぞう、ドイツ語: Die Büste des Kaisers）は、オーストリアの作家ヨーゼフ・ロートが1934年に発表した歴史小説。
民族自決にもとづく新生のポーランド国家の中で、かつてのハプスブルク帝国の多民族国家の理念に殉じようとするポーランドの一貴族を描く。

## 物語

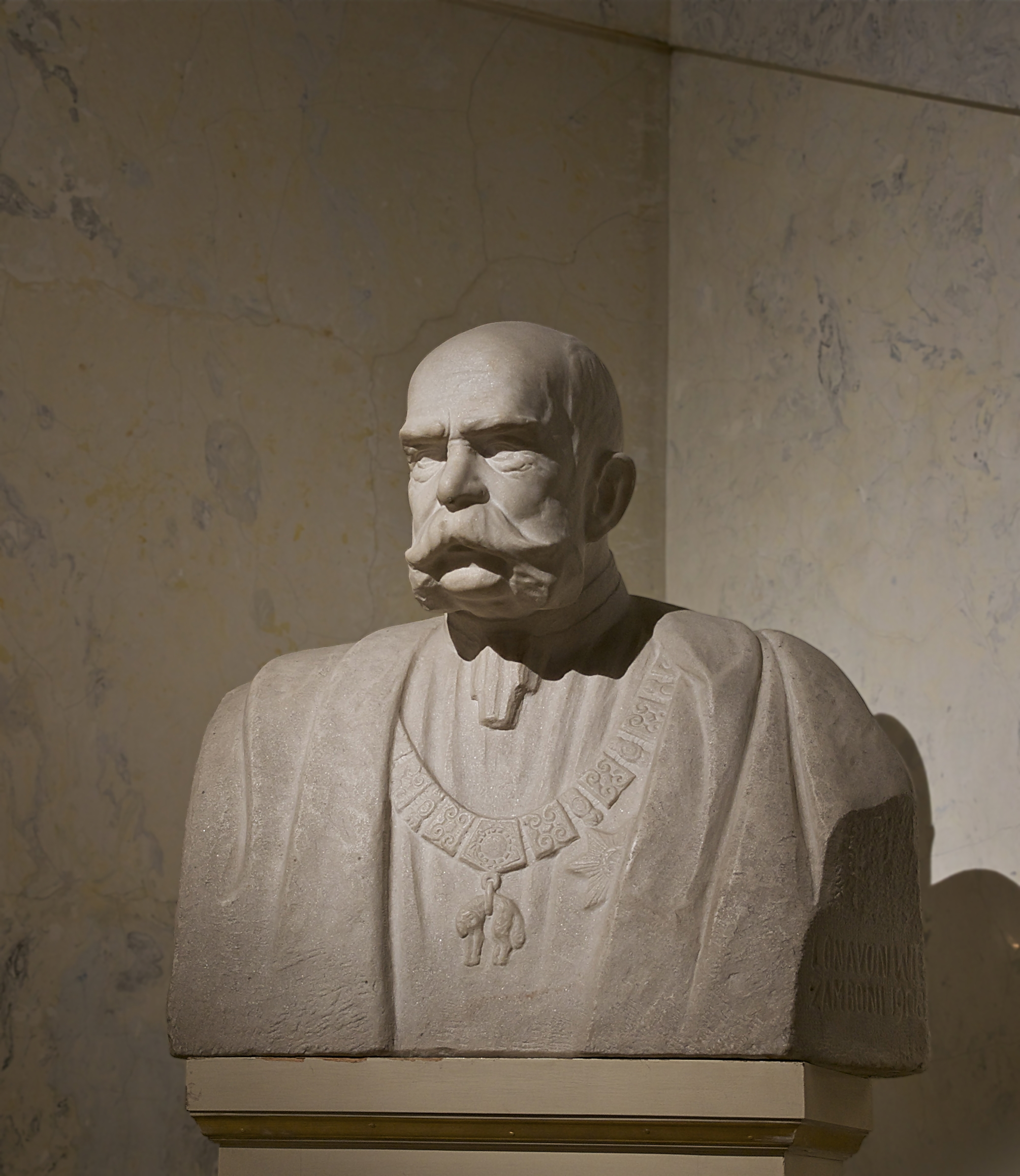
皇帝フランツ・ヨーゼフ1世の胸像

オーストリア＝ハンガリー帝国領東ガリツィアにあるロパティニー村に、フランツ・クサーヴァー・モルスティン伯爵という古いポーランド貴族の末裔が住んでいる。彼の先祖はイタリアの出身であったが、彼は自分のことをポーランド人でもイタリア系でもなく、多民族国家であるオーストリアの人間だと思っている。
ある年の夏、皇帝フランツ・ヨーゼフ1世臨席による軍の大演習がロパティニー村とその近郊で行われることになった。皇帝が去って数日後、近くに住む彫刻家志望の農夫の息子が、砂岩を刻んで作ったフランツ・ヨーゼフ1世の胸像を持ってモルスティン伯爵の屋敷を訪ねてくる。皇帝を畏敬するモルスティン伯爵は感激し、屋敷の入口にその胸像を据え付けさせる。第一次世界大戦が勃発し、伯爵が志願して出征するまで、フランツ・ヨーゼフ1世の胸像はそこにあった。
戦後、ハプスブルク帝国が崩壊していくつもの国民国家に分かれると、モルスティン伯爵はオーストリアを懐かしみ、現実から逃れようとスイスへの旅に出る。傷心を深くしてロパティニー村に戻ったモルスティン伯爵は、屋敷の地下倉庫にしまい込んだフランツ・ヨーゼフ1世の胸像のことを思い出し、失われた祖国の欠片を求めて、再び屋敷の入口に据え付けさせる。ロパティニー村の人々はみな、村が依然として旧君主国の一部であるかのように、その皇帝の胸像に敬意を払う。
ある日、ポーランド共和国政府の高官がロパティニー村にやって来る。立ち寄り先であるモルスティン伯爵家の前にある皇帝の胸像を見て、彼は驚いた。視察旅行を終えた高官は、ただちにモルスティン伯爵家の前の胸像を取り去るようにとの指令を出した。モルスティン伯爵は、新しい支配者たちに対抗する力が無いことを痛感し、フランツ・ヨーゼフ1世の胸像を丁重に葬ることに決める。華麗な棺に納めた胸像を、村の人々はすすり泣きながら墓地に葬る。
その後、モルスティン伯爵は村を去る。モルスティン伯爵は死んだらロパティニー村に埋葬されることを望んでいるが、その遺言書には、こう書かれている。
| 「 | 一族の墓ではない、フランツ・ヨーゼフ皇帝が眠る――あの胸像の眠るかたわらに葬ってほしい | 」 |